# Herb Imperium Osmańskiego
Herb Imperium Osmańskiego – to jeden z dwóch, obok flagi, symboli państwowych tego historycznego państwa.
Herb złożony jest z owalnej tarczy zwieńczonej monarszym fezem, ustawionej na tle panoplium, składającego się między innymi z oręża i dwóch chorągwi. Pod herbem widnieje zawieszonych na ornamentalnym postumencie, pięć orderów (od lewej patrzącego: Dobroczynności, Medżydów, Sławy, Osmana i Imtiyaz).
Ponad całością, góruje promieniście ozdobiony, zielony dysk, wewnątrz którego tugra – (złoty napis w alfabecie arabskim) „Sułtan Abd-ul-Hamid II”. Od dołu otoczony zielonym półksiężycem zwróconym rogami ku górze ze złotym napisem „Wieczny kraj”.

## Dodatkowe informacje
Każdy sułtan z dynastii Osmanów  miał swój monogram, zwany tugrą, który służył jako symbol tego członka rodziny królewskiej. Herb w europejskim sensie powstał w pod koniec XIX wieku. Ostateczny projekt został przyjęty przez sułtana Abdul Hamida II w dniu 17 kwietnia 1882 roku.
Jako panoplia w jego tle, umieszczone są dwie flagi: flaga Anatolii i innych azjatyckich ejaletów – ze srebrnym półksiężycem i gwiazdą na czerwonym tle, oraz flagę Rumelii, na której widnieją trzy srebrne półksiężyce na zielonym tle.
Niektóre elementy graficzne z herbu Imperium Osmańskiego – takie jak centralny owal tarczy oraz półksiężyc i gwiazda zostały uznane i zamieszczone w obecnym godle Republiki Turcji.